# Suus
Suus (em albanês: Personale; për veten em português: Pessoal; literalmente, O próprio) foi a canção que representou Albânia no Festival Eurovisão da Canção 2012 que teve lugar em Baku, capital do Azerbaijão, em 26 de maio desse ano. 
A referida canção foi interpretada em albanês por Rona Nishliu. Na primeira semi-final foi a quinta canção a ser interpretada, a seguir á canção da Letónia "Beautiful Song", cantada por Anmary e antes da canção de Roménia "Zaleilah", cantada por Mandinga. Terminou a competição em 2.º lugar com 146 pontos, conseguindo passar á final.
Na final foi a terceira canção a ser interpretada na noite do festival, a seguir à canção da Hungria "Sound of Our Hearts", cantada por Compact Disco e antes da canção da Lituânia "Love Is Blind", cantada por Donny Montell. Terminou a competição em 5.º lugar (entre 26 participantes), tendo recebido um total de 146 pontos, sendo a melhor classificação da Albânia desde 2004 (ano em que Anjeza Shahini consegue o 7º lugar).

## Autores
| Autores                         |
| ------------------------------- |
| Letrista: Rona Nishliu          |
| Compositores: Florent Boshnjaku |

## Letra
A canção é uma balada considerada como um lamento. Rona disse que a canção foi baseada em experiências pessoais. Ela trata de tempos difíceis e que há sempre uma solução para os problemas que se tem de encontrar.

## Festival Eurovisão da Canção
Em dezembro de 2011, Rona Nishliu participou no  50º Festivali i Këngës. Chegou até a final, onde terminou em primeiro lugar. Conseguiu a pontuação máxima de doze pontos em cinco dos sete juízes.  Depois de ser coroada como vencedora, Rona foi escolhida para representar a Albânia no Festival Eurovisão da Canção 2012, que foi realizado em Baku, Azerbaijão.

## References
1. ↑  «Rona Nishliu will represent Albania in Baku». Consultado em 21 de fevereiro de 2012. Arquivado do original em 3 de janeiro de 2012
2. ↑  Albania: Rona Nishliu to Baku![ligação inativa]
3. ↑  «Albania Decided 2012: Rona Nishliu to Baku». Consultado em 21 de fevereiro de 2012. Arquivado do original em 18 de janeiro de 2012